# Симсон, Роберт

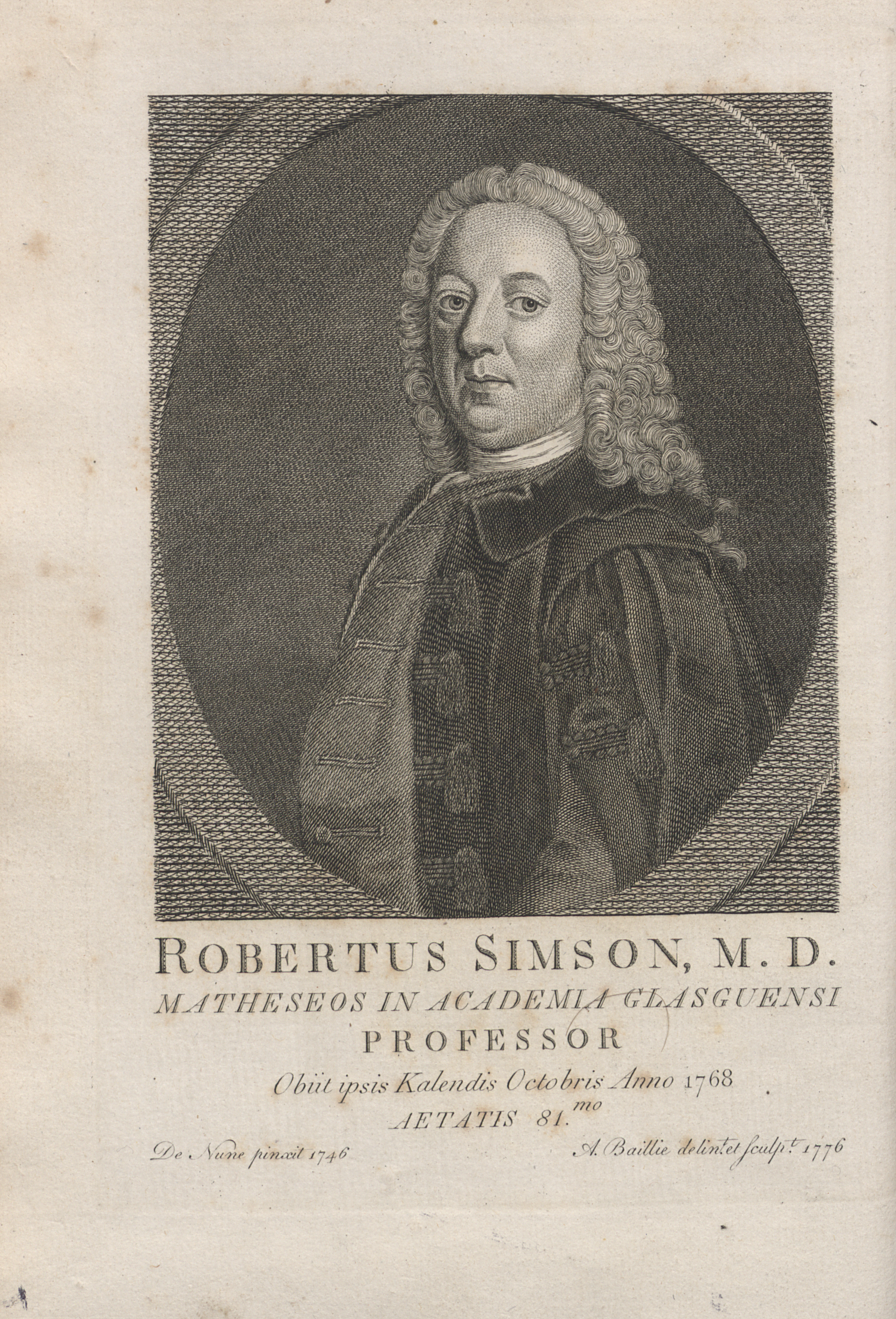
Opera quaedam reliqua, 1776

Роберт Симсон (Так же известен как Роберт Симпсон) (англ. Robert Simson; 14 октября 1687 — 1 октября 1768) — шотландский математик, доктор медицины, профессор математики в университете Глазго.
В 1723 году в XL томе «Philosophical Transactions» под заглавием «Two general propositions of Pappus, in which many of Euclid’s porisms are included» напечатан первый труд Симсона; затем следовали: «Apollonii Pergaei locorum pianorum libri II, restituti a Rob. Simson» (Глазго, 1749) и «The Elements of Euclid» (1756) — учебник, много раз переиздававшийся. Другие сочинения Симсона: «Sectionum conicarum libri V» (Эдинбург, 1735; переведено на немецкий язык) и «On the extraction of the approximate roots of numbres by infinite serius» («Philos. Transact.», 1753).
После смерти Симсона остались в рукописи многие неизданные его работы. Из части их составился изданный в 1776 году сборник «Simson’s opera quaedam reliqua», содержащий: 1) Apollonii Pergaei de sectione determinata, 2) porismatum liber, 3) de logarithmis liber, 4) On the limits of quantities and ratios, 5) Some geometrical prob l ems. Во втором из этих сочинений автор даёт определение «поризмы» в смысле Эвклида. Принятое затем геометрами, это определение держалось в науке почти целое столетие. Годом ранее указанного сборника вышли в свет также принадлежащие Симсону «Elements of the Conic Sections» (Эд., 1775).
В заключение заметим, что прямая, известная под именем симсоновой, проходящая через основания перпендикуляров, опущенных на стороны треугольника из какой-нибудь точки описанной около него окружности, никогда не принадлежала Симсону.